# Hendrik Hiwi
Hendrik Hiwi ist das Pseudonym eines oder mehrerer Autoren aus dem Umfeld des Bundesverfassungsgerichts.
Der Kunstname Hiwi entspricht dabei dem üblichen Kurzwort für die Wissenschaftlichen Mitarbeiter beim Bundesverfassungsgericht. Ursprünglich wurde der Begriff Hiwi dabei als Abkürzung für Hilfswilliger aus der Zeit des Zweiten Weltkriegs übernommen; heute wird er jedoch meist als Abkürzung für Hilfswissenschaftler verstanden. Die Aufgabe des Hiwi ist gem. § 13 der Geschäftsordnung des Bundesverfassungsgerichts (GOBVerfG) die Unterstützung des Mitglieds des Gerichts, dem er nach dessen Auswahl zugewiesen ist, bei dessen dienstlichen Tätigkeit. Es ist also anzunehmen, dass hinter dem Pseudonym Hendrik Hiwi wissenschaftliche Mitarbeiter stehen, die zum Zeitpunkt der jeweiligen Veröffentlichung oder davor beim Bundesverfassungsgerichts beschäftigt waren.
Erstmals trat Hendrik Hiwi 1996 in Erscheinung, als der damals aus dem Amt scheidende Vizepräsident des Bundesverfassungsgerichts Johann Friedrich Henschel von seinen wissenschaftlichen Mitarbeitern als Abschiedsgeschenk den Kriminalroman Leichen im Keller des Bundesverfassungsgerichts erhielt. Darin wird das Geschehen bei Gericht humoristisch skizziert; unter verschiedenen Tarnnamen wie Dr. Friedhof sind auch damalige Verfassungsrichter Teil der Handlung. Ein kurzes Gastspiel gibt der legendäre (angebliche) frühere wissenschaftliche Mitarbeiter am Bundesverfassungsgericht Friedrich Gottlob Nagelmann. Als kriminalistisches Element wird u. a. der Bundesadler eingesetzt, der zur Unzeit von der Wand fällt.
Aus Anlass von Henschels 70. Geburtstag folgte von Hiwi der Gedichtband , Verfassungslyrik (das vorangestellte Komma ist Teil des Titels) mit 21 Gedichten, unterteilt in die Abteilungen Grundsätzliches, Grundrechtliches und Persönliches, die zum Teil Bezug auf die Rechtsprechung des Bundesverfassungsgerichts in Fragen der Kunstfreiheit nehmen, etwa zum Fall Mephisto oder zur Mutzenbacher-Entscheidung.
Die Autoren hinter dem Pseudonym sind nicht namentlich bekannt. 

## Werke
- Leichen im Keller des Bundesverfassungsgerichts. Kriminalroman; für Prof. Dr. Johann Friedrich Henschel, Vizepräsident des Bundesverfassungsgerichts, zum Abschied aus dem Amt von seinen wissenschaftlichen Mitarbeitern. Nomos-Verl.-Ges. Baden-Baden 1996. (JURART – Recht und Kunst), ISBN 3-7890-4299-4.
- , Verfassungslyrik. Für Prof. Dr. Johann Friedrich Henschel, Vizepräsident des Bundesverfassungsgerichts a. D., zum 70. Geburtstag von seinen ehemaligen Wissenschaftlichen Mitarbeiter(inne)n. Nomos-Verl.-Ges. Baden-Baden 2001, ISBN 3-7890-7621-X.